# Give Me Convenience Or Give Me Death
Give Me Convenience or Give Me Death (estilizado como Give me convenience OR give me death) é um álbum de compilação da banda americana de hardcore punk Dead Kennedys. Foi lançado em junho de 1987 pela gravadora Alternative Tentacles do vocalista Jello Biafra.

## Visão Geral
O álbum consiste em canções (ou em alguns casos, diferentes versões de canções) que não foram lançadas nos álbuns de estúdio da banda. 
A versão original em vinil tinha as faixas 16 e 17 em um disco flexi extra. O álbum foi certificado ouro pelo BPI e pela RIAA em dezembro de 2007. O título é uma brincadeira com o ultimato de Patrick Henry, "Dê-me a liberdade, ou dê-me a morte!", e pretende ser um comentário sobre o consumismo americano. Give Me Convenience or Give Me Death foi o último álbum do Dead Kennedys que Biafra aprovou a produção, o que também o levou a ser o último álbum lançado pela Alternative Tentacles. 

O álbum inclui "Pull My Strings", que foi tocada apenas uma vez em 25 de março de 1980, quando Dead Kennedys foi convidado para se apresentar no Bay Area Music Awards na frente de figurões da indústria musical para dar ao evento alguma "credibilidade new wave ". A banda passou o dia do show praticando "California Über Alles", música que foi convidada a tocar. Cerca de 15 segundos depois da música, Jello Biafra disse: "Espere! Temos que provar que somos adultos agora. Não somos uma banda de punk rock, somos uma banda de new wave."
| Críticas profissionais | Críticas profissionais |
| Avaliações da crítica  | Avaliações da crítica  |
| Fonte                  | Avaliação              |
| ---------------------- | ---------------------- |
| AbsolutePunk           | (87%)                  |
| AllMusic               | [ 2 ]                  |

A banda, que usava camisas brancas com um grande S preto pintado na frente, puxou gravatas pretas da nuca para formar um cifrão e começou a tocar "Pull My Strings", um ataque satírico à ética da indústria da música mainstream. A música também fazia referência ao maior sucesso do Knack, "My Sharona". A música nunca foi gravada em estúdio, mas esta performance, a única vez que a música foi tocada, foi incluída no álbum.
Também está incluída "Night of the Living Rednecks", que foi gravada durante um show em Portland, Oregon em 1979, quando East Bay Ray quebrou uma corda da guitarra enquanto a banda terminava sua música "Chemical Warfare". Enquanto a corda do violão era trocada, Biafra ganhou tempo contando uma história, acompanhada por Peligro e Flouride interpretando um instrumental estilo jazz, sobre como na última viagem da banda a Portland, onde teve um confronto com alguns "burros garotos ricos" em um "carro Hot Wheels em tamanho real" que o envolveu jogando uma pedra em seu veículo depois que jogaram água nele e depois se prenderam em uma cabine telefônica quando retaliaram. 

## Lista de Faixas
| N.º | Título                                                                      | Aparição Original                                       | Duração |  |
| 1.  | "Police Truck" (Jello Biafra, East Bay Ray)                                 | "Holiday in Cambodia"                                   | 2:27    |  |
| 2.  | "Too Drunk To Fuck" (Jello Biafra)                                          | "Too Drunk To Fuck"                                     | 2:42    |  |
| 3.  | "California Über Alles" (Jello Biafra, John Greenway)                       | "California Über Alles"                                 | 3:28    |  |
| 4.  | "The Man With The Dogs" (Jello Biafra)                                      | "California Über Alles"                                 | 3:04    |  |
| 5.  | "Insight" (Jello Biafra)                                                    | "Kill the Poor"                                         | 1:42    |  |
| 6.  | "Life Sentence" (Jello Biafra)                                              | "Bleed For Me"                                          | 2:41    |  |
| 7.  | "A Child And His Lawnmower" (Jello Biafra)                                  | Not So Quiet On The Western Front                       | 0:57    |  |
| 8.  | "Holiday in Cambodia" (versão do single; Dead Kennedys)                     | "Holiday in Cambodia"                                   | 3:46    |  |
| 9.  | "I Fought the Law" (Sonny Curtis; Modificação da letra: Jello Biafra)       | Play New Rose for Me – Rose 100                         | 2:21    |  |
| 10. | "Saturday Night Holocaust" (Dead Kennedys)                                  | "Halloween"                                             | 4:21    |  |
| 11. | "Pull My Strings" (ao vivo; Jello Biafra, Ted)                              | 25 de Março de 1980 – Bay Area Music Awards             | 5:47    |  |
| 12. | "Short Songs" (ao vivo; Carlos Cardona)                                     | Can You Hear Me? Music From The Deaf Club               | 0:29    |  |
| 13. | "Straight A's" (ao vivo; Jello Biafra, Carlos Cardona)                      | Can You Hear Me? Music From The Deaf Club               | 2:13    |  |
| 14. | "Kinky Sex Makes the World Go 'Round" (Dead Kennedys)                       | Wargasm                                                 | 4:17    |  |
| 15. | "The Prey" (Jello Biafra, East Bay Ray)                                     | "Too Drunk To Fuck"                                     | 3:50    |  |
| 16. | "Night of the Living Rednecks" (ao vivo; Jello Biafra, Klaus Flouride, Ted) | 19 de Novembro de 1979 – Earth Tavern, Portland, Oregon | 5:14    |  |
| 17. | "Buzzbomb from Pasadena" (Jello Biafra, East Bay Ray)                       | N/A                                                     | 2:22    |  |

## Ficha Técnica

### Dead Kennedys
- Jello Biafra – vocais, produtor, arte, compilador
- East Bay Ray – guitarra, ecoplex, produtor, mixagem
- Klaus Flouride – baixo, vocal de apoio
- Ted – bateria (faixas 1-5, 8, 11-13, 16), capa
- D.H. Peligro – bateria, backing vocals (faixas 6, 7, 9, 10, 14, 15, 17)
- 6025 – guitarra rítmica (faixas 12, 13)

### Artistas Adicionais
- Ninotchka (Therese Soder) – vocal de apoio em "Insight"

### Produção
- Thom Wilson – produtor
- Geza X – produtor, backing vocals
- Norma - produtor
- Elliot Mazer – produtor
- Jim Keylor – engenheiro
- John Cuniberti – produtor, engenheiro
- Oliver Dicicco – mixagem, engenheiro
- Pippin Youth – mixagem
- Dee Dee Graves – capa
- Winston Smith – capa
- Jayed Scotti (artista)

## Gráficos
| Chart (1987)   | Peak position |
| -------------- | ------------- |
| UK Indie Chart | 1             |